# 下條正巳
下條正巳（1915年8月26日—2004年7月25日）出生於朝鮮日治時期的釜山，日本演員。以《寅次郎的故事》的车龙造角色被世人所熟悉，而下條阿童木是他的長子。2004年7月25日逝世於東京。

## 电影
- 《白色巨塔》- 今津教授
- 《野獸都市》
- 《寅次郎的故事》
- 《同胞》
- 《八墓村》- 工藤校長
- 《兔之眼》- 獏爺爺
- 《夜叉》- 南的組長
- 《電影的天地》
- 《優駿 ORACION》
- 《教祖誕生》- 初代教祖
- 《坏孩子的天空》- 黑道的首領
- 《抓住彩虹的男人》- 村長